# Гольдич Лев Юхимович
Лев Юхимович Гольдич (липень 1892, місто Одеса —  покінчив життя самогубством 28 березня 1937, місто Москва, Російська Федерація) — радянський діяч, голова виконавчого комітету Єнісейської та Алтайської губернських рад. Член Комісії радянського контролю при РНК СРСР у 1934—1937 роках.

## Життєпис
Народився в єврейській родині власника майстерні. У 1912 році закінчив приватну єврейську чоловічу гімназію Іглицького в Одесі.
У 1912—1917 роках — студент медичного факультету Бернського університету в Швейцарії.
Член Бунду з 1913 по 1916 рік. Член РСДРП(б) з 1916 року.
У грудні 1917 року повернувся до Росії.
У січні 1918 — червні 1919 року — завідувач медико-санітарного відділу, член президії Хамовницької районної ради міста Москви.
У червні 1919 — січні 1920 року — начальник політичного відділу Революційної військової ради Східного фронту в Симбірську та Уфі.
У січні — квітні 1920 року — голова надзвичайної комісії по боротьбі з тифом у Сибіру.
У лютому 1920 — травні 1921 року — завідувач Омського губернського відділу охорони здоров'я, заступник голови виконавчого комітету Омської губернської ради.
У травні — серпні 1921 року — член президії Алтайської губернської Ради народного господарства в Барнаулі.
У серпні 1921 — вересні 1923 року — голова виконавчого комітету Єнісейської губернської ради в Красноярську.
У вересні 1923 — травні 1924 року — голова виконавчого комітету Алтайської губернської ради в Барнаулі.
У серпні — листопаді 1924 року — відповідальний секретар виконавчого комітету Уральської обласної ради в Свердловську.
У листопаді 1924 — квітні 1929 року — голова Уральської обласної планової комісії (облплану).
У квітні 1929 — березні 1931 року — голова Уральської обласної Ради народного господарства.
У березні 1931 — січні 1934 року — 1-й заступник голови виконавчого комітету Уральської обласної ради в Свердловську. Обирався заступником голови Уральської філії Академії наук СРСР. З жовтня 1933 року — т.в.о. голови виконавчого комітету Уральської обласної ради та голова обласної комісії виконань.
У січні — березні 1934 року — заступник голови виконавчого комітету Свердловської обласної ради.
У березні — червні 1934 року — уповноважений Комісії радянського контролю при РНК СРСР по Східно-Сибірському краю в Іркутську.
У червні 1934 — березні 1935 року — керівник групи дорожнього будівництва Комісії радянського контролю при РНК СРСР.
У березні 1935 — 28 березня 1937 року — керівник групи харчової промисловості Комісії радянського контролю при РНК СРСР, заступник голови Комісії радянського контролю при РНК СРСР.
28 березня 1937 року покінчив життя самогубством у Москві. 11 травня 1937 року посмертно виключений із ВКП(б) та Комісії радянського контролю при РНК СРСР як «викритий антирадянський агент».